# Messinghausen

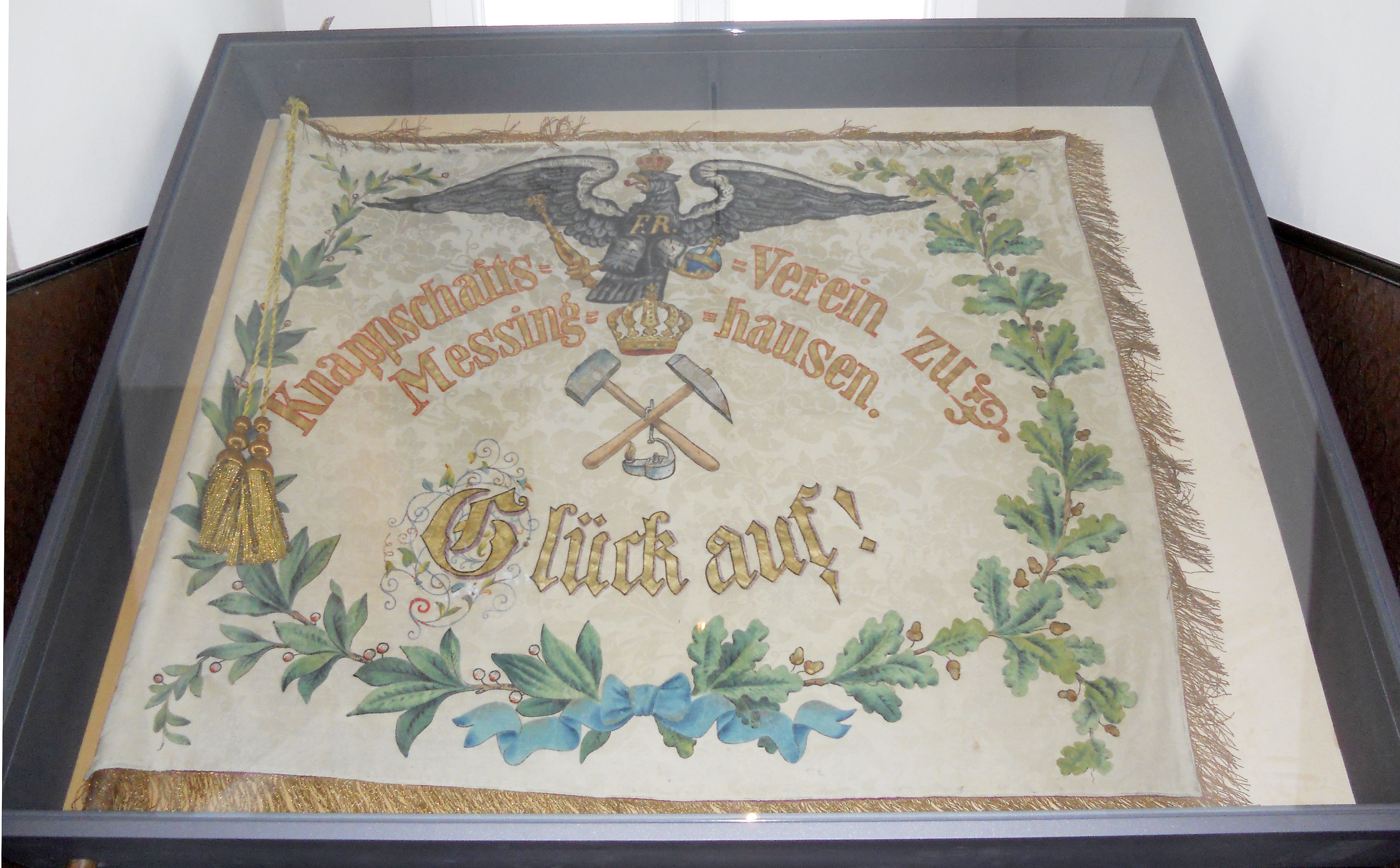
Alte Knappschaftsfahne Messinghausen

Messinghausen ist ein dörflicher Stadtteil von Brilon im Hochsauerlandkreis, Nordrhein-Westfalen (Deutschland). Die Ortschaft war bis Ende 1974 eine selbstständige Gemeinde und liegt an der Grenze zu Marsberg und Diemelsee. Am 31. Dezember 2021 hatte Messinghausen 749 Einwohner.

## Geographie
Messinghausen liegt etwa sieben Kilometer östlich der Kernstadt im tief eingeschnittenen Tal der nordöstlich fließenden Hoppecke, die hier eine Höhenlage von zirka 366 m ü. NN hat. Südlich des Orts ragt der Hansenberg bis auf 560 m ü. NN auf; der Im Norden liegende Sticklenberg hat eine Höhe von 507 m. Weitere Berge im Umkreis von Messinghausen sind der Essenberg (545 m) im Südosten und der Eisenberg (561 m) im Osten.
Benachbarte Orte sind im Uhrzeigersinn die Briloner Ortsteile Bontkirchen im Süden, Hoppecke im Südwesten, Rösenbeck im Norden. Zu Marsberg gehören die Orte Beringhausen, Padberg und Helminghausen. Im Südosten liegen die Gemeinde Diemelsee und die namensgebende Diemeltalsperre.

## Geschichte
Erstmals urkundlich erwähnt wurde Messinghausen 1101 in der Gründungsurkunde des Klosters Boke. Darin stattete Graf Erpo von Padberg das Kloster mit Besitz in Messinghausen aus. Nach der Verlegung des Klosters ins waldeckische Flechtdorf wurde diese Angabe 1120 durch Kurköln bestätigt.
1311 wurde das Dorf von Ambrosius von der Norderenbeke an das Kloster Bredelar verkauft. Die Klosterherrschaft dauerte bis zur Aufhebung des Klosters im Jahr 1804. Schon im Jahre 1802 war das Herzogtum Westfalen und damit Messinghausen im Zuge der Säkularisation des Kurfürstentums Köln an die Landgrafenschaft Hessen-Darmstadt gelangt. Nach den Befreiungskriegen wurde Westfalen eine preußische Provinz.
Im Jahr 1944 wurde beim Kalkwerk mit dem Bau eines Hydrierwerks für Treibstoff durch ausländische Gefangene begonnen. Ein Gefangener aus Italien starb und wurde auf dem Dorffriedhof begraben. Im Februar 1945 wurde bei einem Tieffliegerangriff auf einen Zug eine ausländische Gefangene schwer verwundet, so dass sie im Marsberger Krankenhaus verstarb. Anfang März stürzte ein brennendes Flugzeug der Briten am Hansenberg ab. Ein Soldat, welcher sich mit dem Fallschirm retten konnte, wurde gefangen genommen. Aus dem Flugzeugwrack wurde nach Kriegsende eine Leiche geborgen und auf dem Dorffriedhof begraben. Am 15. März wurde eine Lokomotive im Bahnhof durch Tiefflieger getroffen. Um den 24. März erreichten 26 Sturmgeschütze der Wehrmacht das Dorf und blieben dort, da Benzin fehlte. Als am 29. März Truppen der US-Army Brilon erreichten, fuhren drei der Sturmgeschütze Richtung Brilon. Nachdem eines davon abgeschossen worden war, kamen die anderen beiden zurück. Die deutschen Sturmgeschütze wurden von ihren Besatzungen außerhalb des Dorfes gesprengt. Kampflos rückten US-Truppen ins Dorf ein und nahmen die deutschen Soldaten gefangen. Im Dorf wurden später 200 bis 300 ehemalige ausländische Gefangene untergebracht. Bis zu deren Abtransport Ende 1945 kam es zu Überfällen und Plünderungen. Am 19. Oktober 1945 ermordeten Unbekannte zwei Einwohner von Messinghausen.
Im Zweiten Weltkrieg fielen 65 Messinghäuser als Soldaten, weit überwiegend an der Ostfront, oder starben in Gefangenschaft.
Im Zuge der kommunalen Neugliederung wurde die Gemeinde Messinghausen am 1. Januar 1975 zu einem Stadtteil von Brilon.

## Politik

### Wappen
| Wappen der ehemaligen Gemeinde | Blasonierung: In Silber über blauem gewellten Schildfuß schwarzer Hammer und Schlägel ins Andreaskreuz gestellt. Beschreibung: Der blaue Schildfuß weist auf die Hoppecke hin, in deren Tal Messinghausen liegt. Hammer und Schlägel symbolisieren die Eisengruben und Steinbrüche, in denen die Bewohner früher ihren Broterwerb hatten. Das Wappen der ehemaligen Gemeinde Messinghausen wurde am 16. März 1954 genehmigt. |

## Kultur und Sehenswürdigkeiten

### Bauwerke
Die in den Jahren 1967/68 gebaute Kirche St. Vitus hat die ehemalige Dorfkirche ersetzt, von der heute nur noch der Kirchturm erhalten ist. Der Innenraum der neuen Kirche wurde durch den Bildhauer Theodor Sprenger gestaltet.

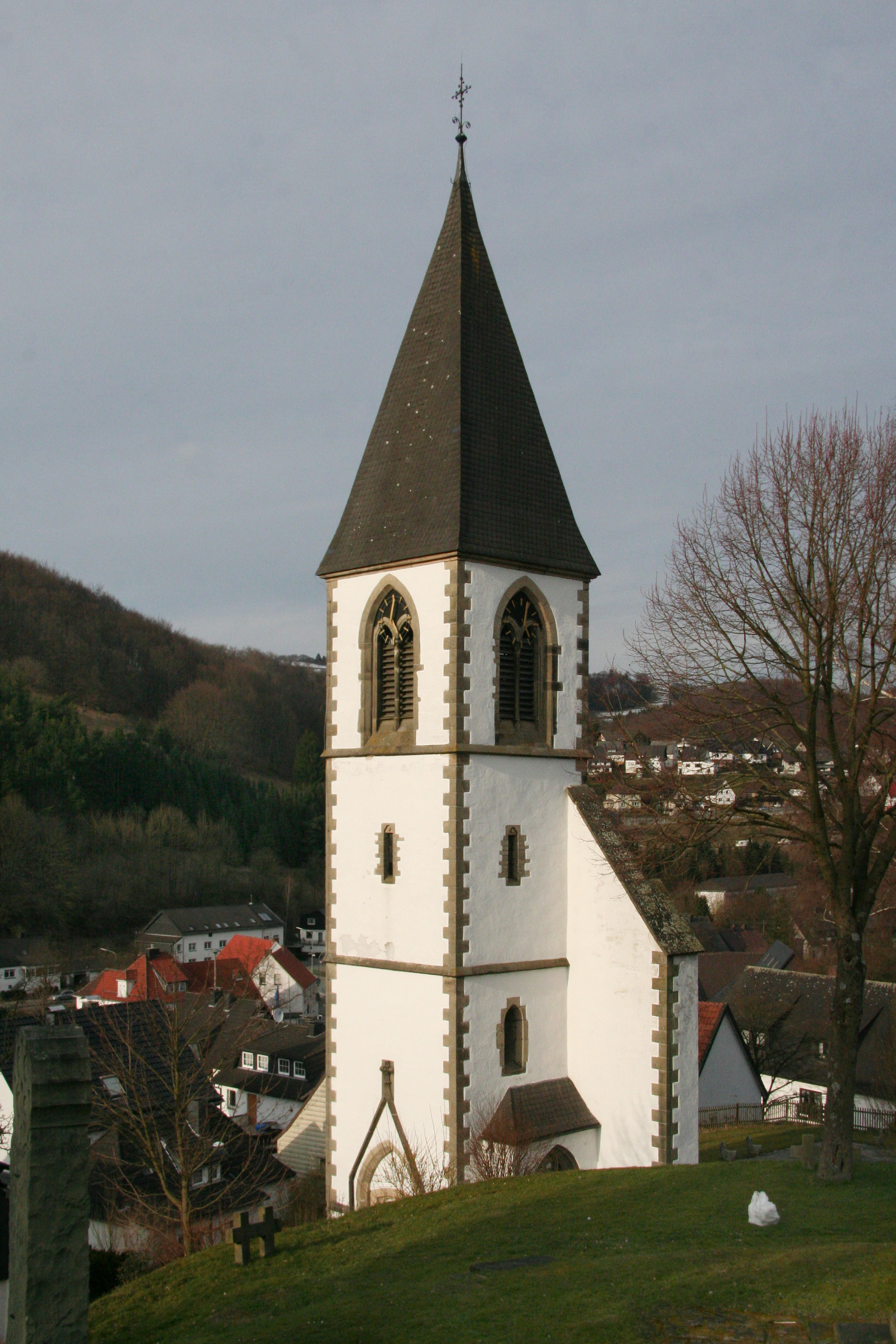
Kirchturm der alten Dorfkirche
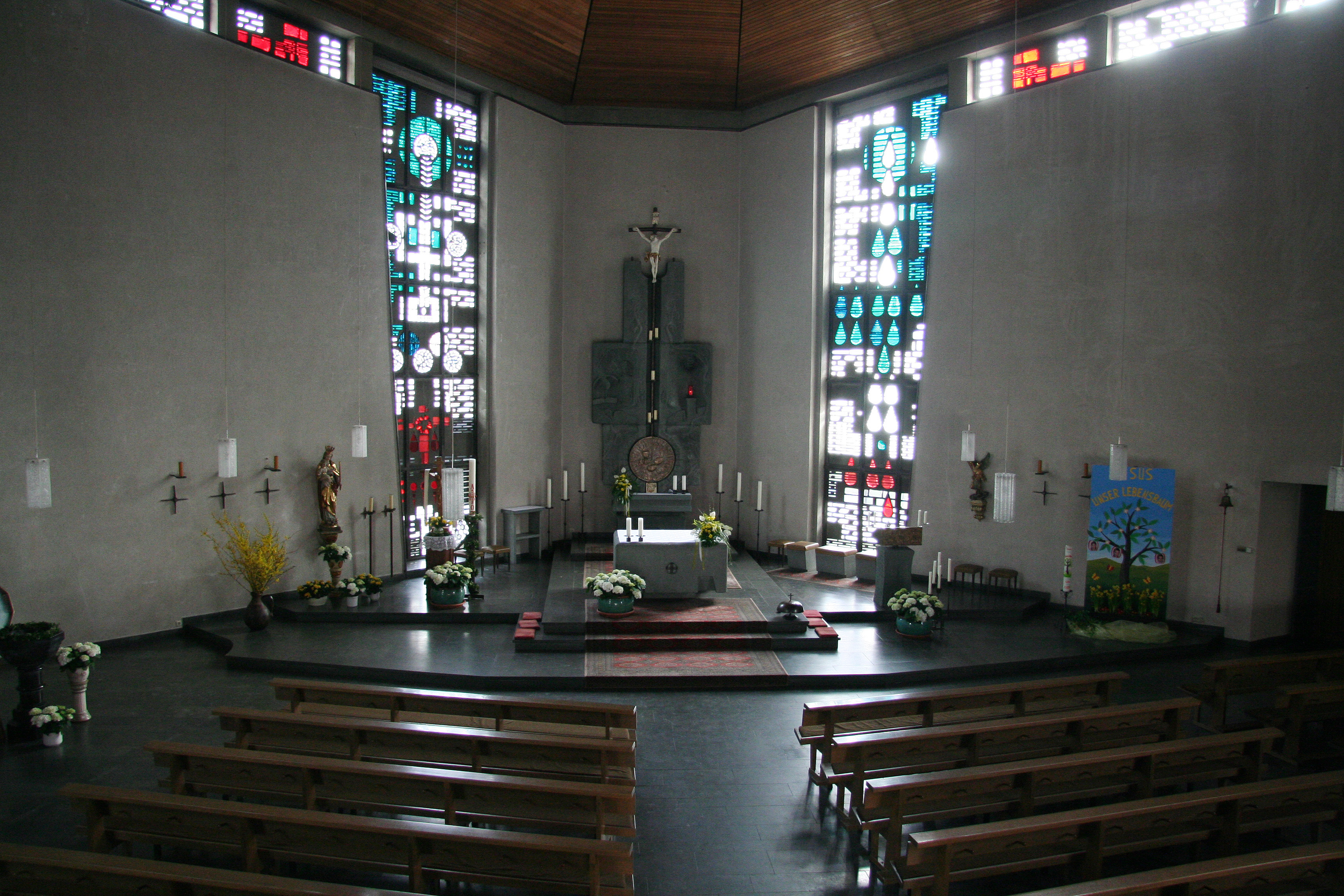
Innenraum von St. Vitus
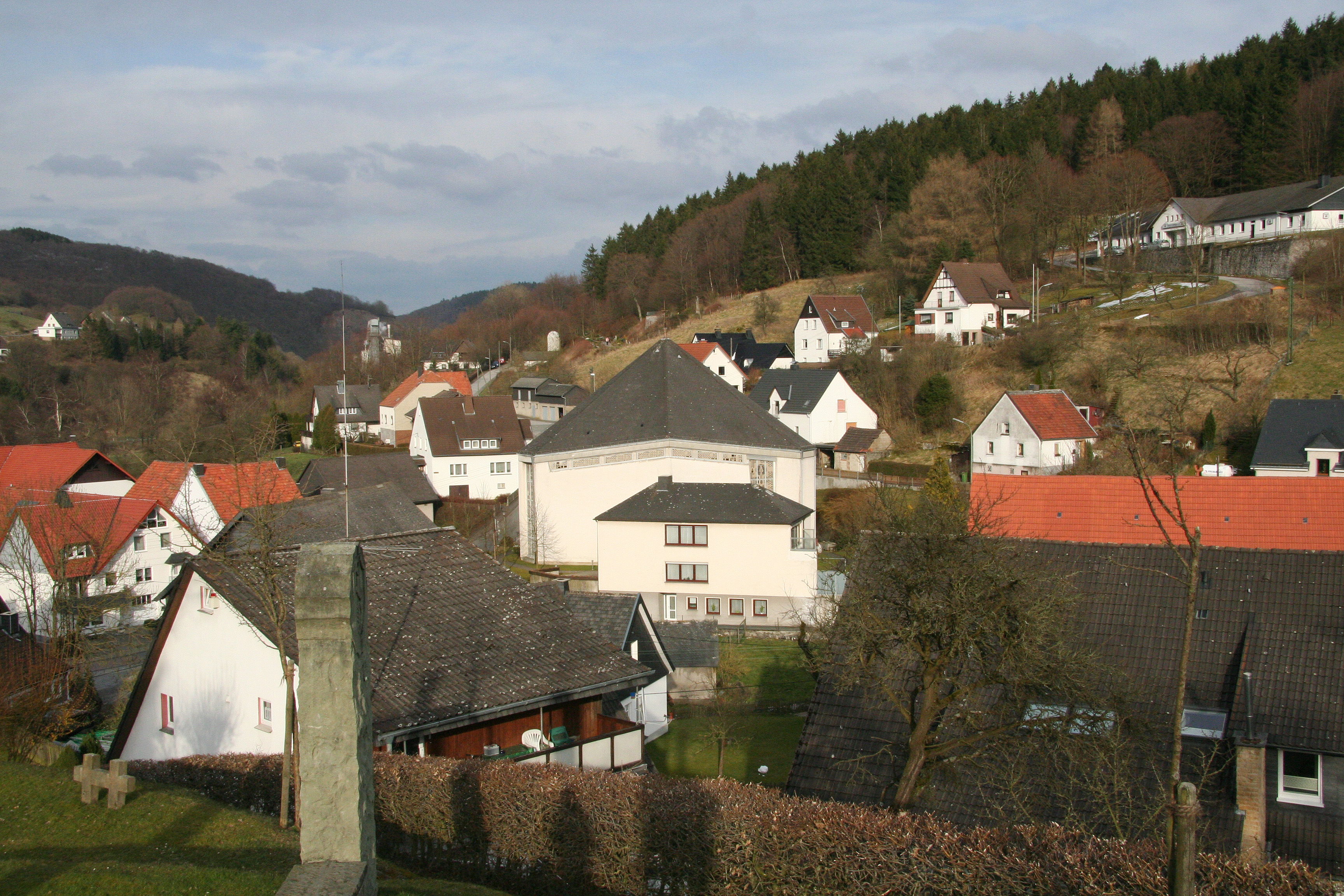
Dorfansicht mit neuer Kirche

Anlässlich der 1600-Jahr-Feier zur Beendigung der Christenverfolgungen durch Kaiser Konstantin wurde auf dem Sticklenberg ein 7 m hohes Kreuz errichtet.

### See im Berg

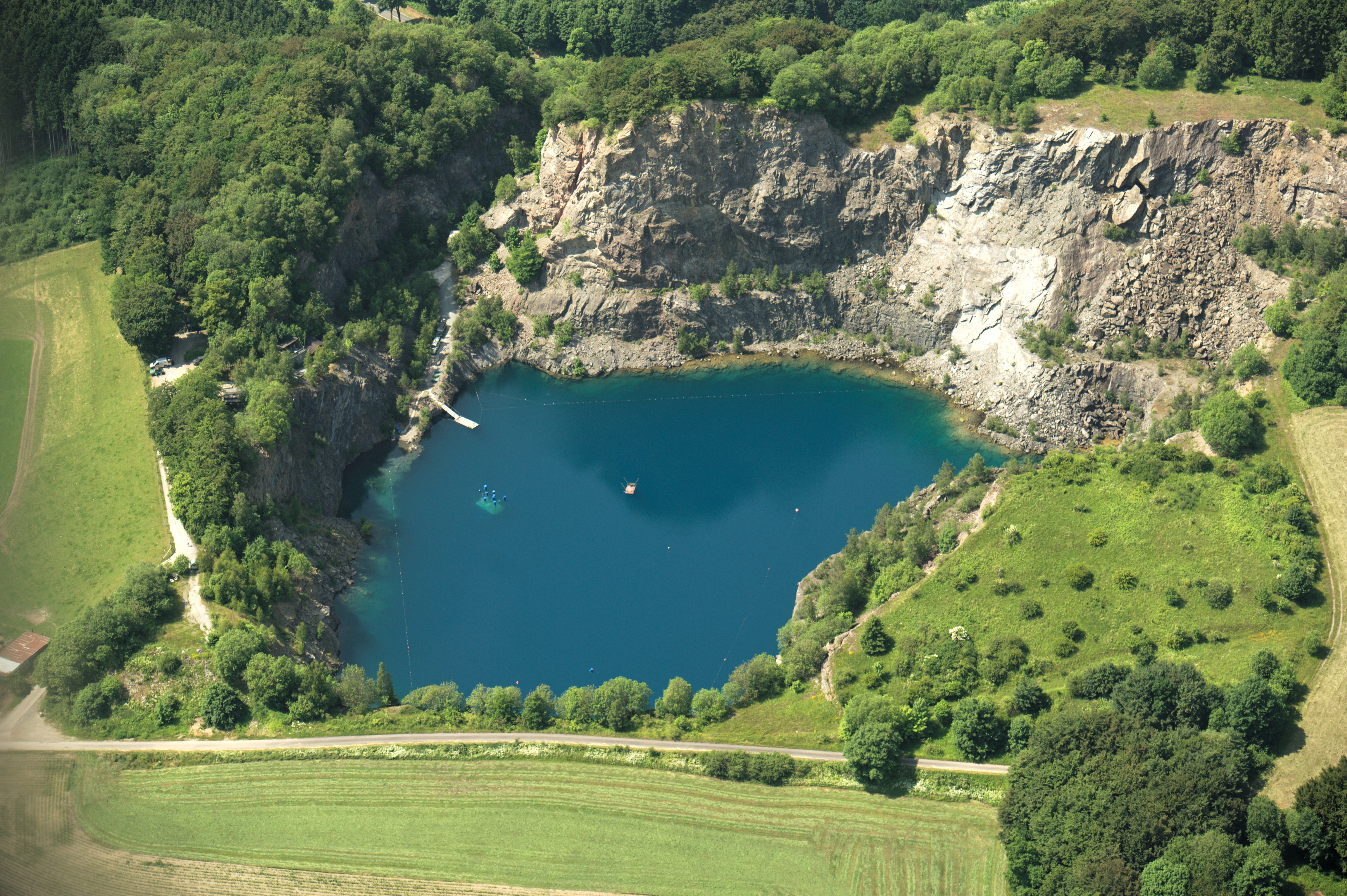
Aus der Luft

Bekannt ist Messinghausen für den See im Berg, der bei Tauchern wegen seiner außergewöhnlich guten Sichtverhältnisse sehr beliebt ist. Der See liegt südwestlich vom Ortskern und ist über 45 Meter tief. Bereits mehrmals ist es zu Tauchunfällen mit teils tödlichem Ausgang gekommen.

### Regelmäßige Veranstaltungen
Die örtliche Schützenbruderschaft St. Vitus 1835 gestaltet alljährlich ihr Schützenfest an dem Wochenende, das dem St. Vitus Tag (15. Juni) am nächsten liegt.

## Wirtschaft und Infrastruktur

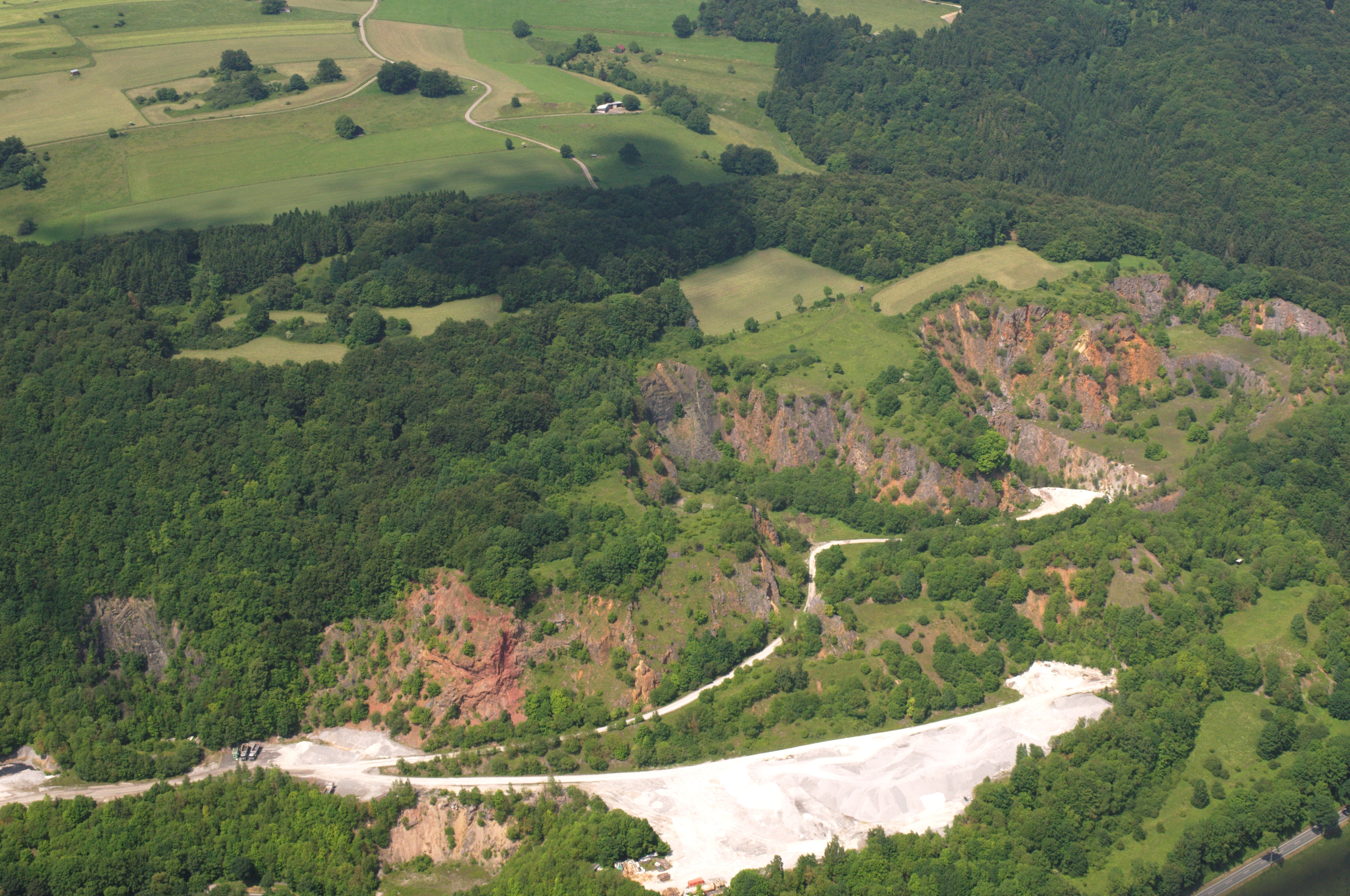
Ehemaliger Kalksteinbruch und der Firma Rheinkalk östlich Messinghausen

Einige Arbeitsplätze bieten die Kalkindustrie, kleinere Gewerbebetriebe und wenige Landwirte an. Der Tourismus, der 1980 mit 27.412 Übernachtungen einen Höhepunkt erreichte, hat heute kaum noch Bedeutung. Die Erwerbstätigen pendeln überwiegend zum Akkumulatorenwerk nach Hoppecke oder nach Brilon.

### Ansässige Unternehmen
Am östlichen Dorfrand liegt der seit 1896 betriebene Steinbruch des Kalkwerks Messinghausen. Dieser wird heute von der Rheinkalk Messinghausen GmbH & Co. KG betrieben, wobei der Kalksteinabbau bereits vor Jahren eingestellt wurde. 2020 wurde angekündigt, dass die Hydratanlage und das Brennwerk stillgelegt werden sollen. Bis dato sind rund 60 Mitarbeiter am Standort beschäftigt. Nach der Stilllegung werden nur die Kalksteinmahlanlagen, welche Kalkstein aus dem Steinbruch Rösenbeck mahlen, weiterlaufen.

### Verkehr

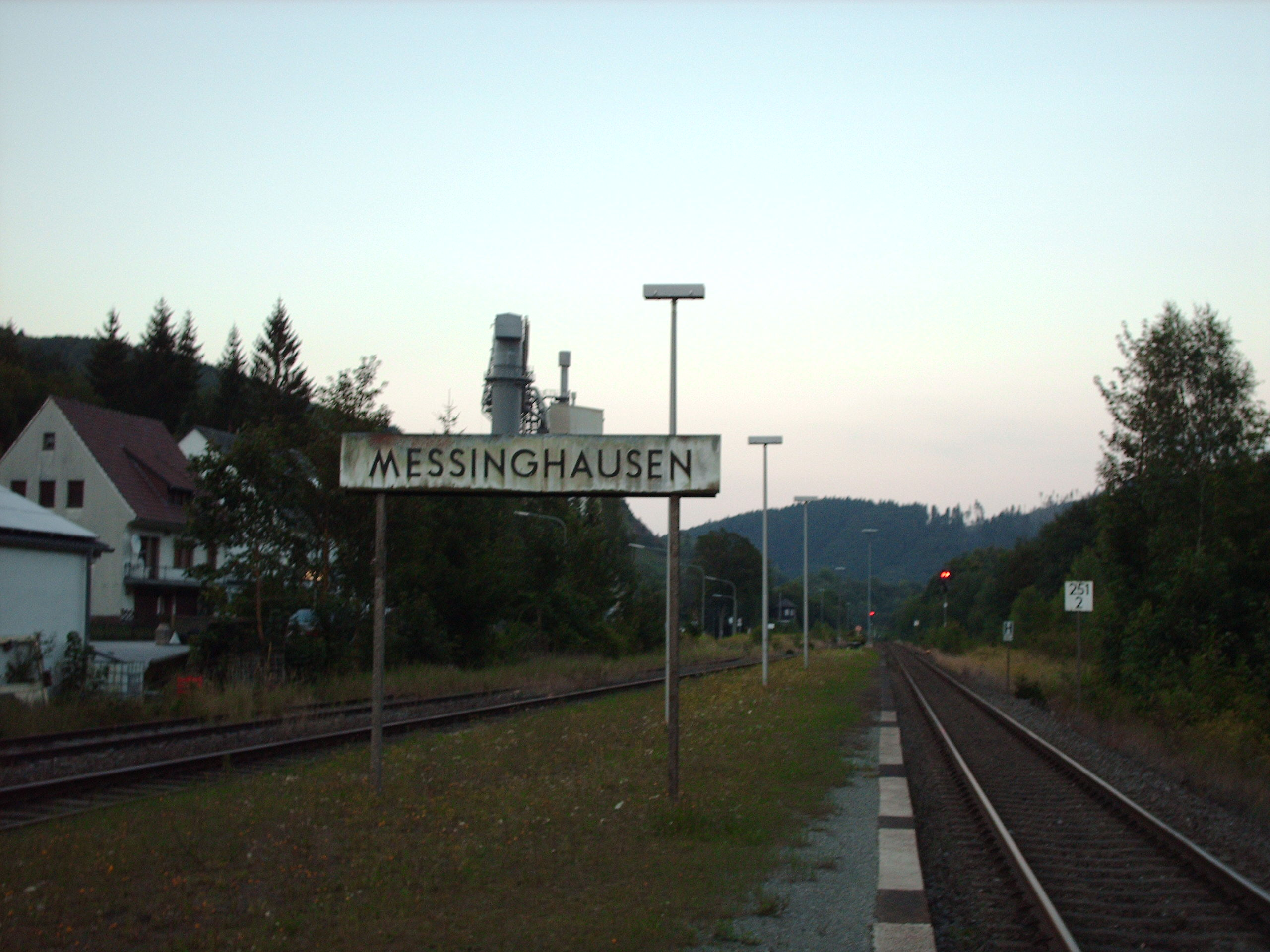
Bahnhof Messinghausen

Messinghausen liegt an der L 870, die von Brilon über Hoppecke nach Bredelar führt, wo sie in die Bundesstraße 7 einmündet. Über selbige erreicht man die Bundesautobahn 44 bei Westheim.
Im öffentlichen Nahverkehr verbindet die Buslinie R91 Messinghausen mit Brilon und Marsberg. Die Linie verkehrt im Stundentakt, zu Stoßzeiten im 30-Minuten-Takt.
Messinghausen liegt zwar an der Oberen Ruhrtalbahn, doch wird der Bahnhof Messinghausen heute nur noch von einzelnen Zügen bedient. Der nächste Bahnhof liegt in Bredelar. Dort halten Regionalexpresszüge im Stundentakt in Richtung Hagen und Warburg.
| Linie | Verlauf | Takt                                                                             |
| ----- | --- | -------------------------------------------------------------------------------- |
| RE 17 | Sauerland-Express: Hagen Hbf – Schwerte (Ruhr) – Fröndenberg – Wickede (Ruhr) – Neheim-Hüsten – Arnsberg – Oeventrop – Freienohl – Meschede – Bestwig – Olsberg – Brilon Wald Linienast 1: – Brilon Stadt Linienast 2: – Hoppecke – Messinghausen – Beringhausen – Bredelar – Marsberg – Westheim (Westf) – Scherfede – Warburg (Westf) Linienast 3: – Willingen Stand: Fahrplanwechsel Dezember 2024 | 60 min Hagen – Brilon Stadt morgens Hagen – Warburg Clubsaison Hagen – Willingen |